# Читалу, Годфри
Годфри Читалу (англ. Godfrey Chitalu; 22 октября 1947, Луаншья, Северная Родезия — 27 апреля 1993, близ Либревиля, Габон) — замбийский футболист и тренер.

## Биография
В 1965 году Читалу начал выступления за клуб «Китве Юнайтед», выиграл в его составе Challenge Cup в 1970 году, хотя на сайте RSSSF указано, что «Китве Юнайтед» выигрывали этот кубок в 1971 году. С 1971 по 1982 год Читалу выступал за «Кабве Уорриорз».
Читалу был известен под прозвищем «Ucar», полученным от комментатора Денниса Ливеве — так назывались батарейки, производившиеся в Малави на заводе Union Carbide.
В 1968—1980 годах выступал за сборную Замбии, в 1978 году принимал участие в Кубке африканских наций.
В 1980 выступал на Олимпийских играх в Москве, забил оба мяча команды на турнире — в ворота сборных СССР и Венесуэлы.
После завершения карьеры игрока тренировал команду «Кабве Уорриорз» (1984—1991). В 1993 году стал главным тренером национальной сборной, но 27 апреля того же года погиб вместе со всей командой в авиакатастрофе.

## 107 голов в 1972 году
В конце 2012 года многими СМИ отмечался рекорд нападающего «Барселоны» Лионеля Месси — 91 гол в году. Утверждалось, что предыдущий рекорд принадлежал Герду Мюллеру (1972 год, 85 мячей). Однако Футбольная ассоциация Замбии заявила, что рекорд принадлежит Читалу, который в том же 1972 году забил 107 мячей.

## Достижения

### Командные
- Обладатель Challenge Cup (1970 или 1971)

### Личные
- Футболист года в Замбии (5 — рекорд): 1968, 1970, 1972, 1978, 1979[2]
- В списке 200 лучших футболистов Африки по версии КАФ (за 1957—2006 годы)[9]